# Fluido imponderável
Fluidos imponderáveis são características de várias teorias científicas ultrapassadas, como teorias atômicas e eletromotrizes arcaicas.
Traços desses fluidos hipotéticos ainda aparecem em expressões como armazenamento de energia, entre outras.

## Descrição
O termo foi utilizado na filosofia natural e na física para explicar certos fenômenos como resultado de fluidos invisíveis e praticamente sem peso (latim: imponderabilis ). Entre os fluidos imponderáveis historicamente propostos estão o flogisto e o calórico ; além disso, alguns físicos consideravam a eletricidade como imponderável.

### Teorias dos fluidos
Em um artigo publicado em 1868, o inventor e polímata inglês Fleeming Jenkin descreveu várias hipóteses de física que envolviam fluidos imponderáveis: 
Leibniz menciona com grande desaprovação um certo Hartsoeker que supôs que os átomos se moviam em um fluido ambiente, embora a ideia não seja diferente da sua. É difícil rastrear a origem da hipótese, mas Galileu e Hobbes falam de um éter sutil. A concepção de um fluido imponderável onipresente desse tipo fez parte de muitas teorias, e o éter passou a ser adotado de forma muito geral como um nome favorito para o fluido, mas o calórico também era muito considerado um meio. Encontramos até mesmo meia dúzia de fluidos coexistentes imponderáveis considerados com favor — um chamado calor, outro eletricidade, outro flogisto, outro luz e outros, com pequenos átomos duros nadando ao redor, cada um dotado de forças de repulsão e atração de todos os tipos, como era considerado desejável. Essa ideia da constituição da matéria foi talvez a pior de todas. Esses fluidos imponderáveis eram meros nomes, e essas forças eram suposições, não representando fatos observados .
Nenhuma tentativa foi feita para mostrar como ou por que as forças agiram, mas a gravitação sendo considerada como devida a uma mera " força ", os especuladores se consideraram livres para imaginar qualquer número de forças, atrativas ou repulsivas, ou alternadas, variando conforme a distância,  ou o quadrado, cubo ou potência superior da distância, etc. Por fim, Ruđer Bošković  livrou-se completamente dos átomos, supondo que eles fossem o mero centro de forças exercidas por uma posição ou ponto apenas, onde nada existia além do poder de exercer uma força.

### Fluido elétrico
O termo "fluido elétrico" foi utilizado, em alguns momentos, para descrever as forças elétricas que hoje ciência entende como resultantes de um campo elétrico . Por exemplo, um simples pêndulo elétrico consiste em pesos aos quais uma carga elétrica foi aplicada uma carga elétrica, como no efeito da eletricidade estática. Como massas com cargas semelhantes (ou seja, ambas positivas ou ambas negativas) se repelem, um "fluido elétrico" foi concebido para explicar o efeito: "o fluido difundido em uma bola repele e é repelido pelo fluido difundido na outra bola, e as bolas sendo cobertas pelo fluido são repelidas reciprocamente."
M. Martin Ziegler  patenteou um método de produção de um " fluido vital " pela combinação de nitrogênio e carbono em uma célula porosa contendo amônia, imersa em um recipiente cheio de melaço. A correnteza fluía através de fios de seda presos ao navio: por volta de 1868.